# هنريكي أندرادي سيلفا
هنريكي أندرادي سيلفا (9 مايو 1985 بساو باولو في البرازيل - ) هو لاعب كرة قدم برازيلي في مركز جناح ‏. لعب مع فاينورد ونادي بريزبان رور ونادي غواراني ونادي أوبيرابا الرياضي ونادي أمريكا.

## وصلات خارجية
- هنريكي أندرادي سيلفا على موقع قاعدة بيانات كرة القدم.إي يو (الإنجليزية)
- هنريكي أندرادي سيلفا على موقع Soccerway.com (الإنجليزية)
- هنريكي أندرادي سيلفا على موقع عالم كرة القدم.نت (الإنجليزية)